# 르동

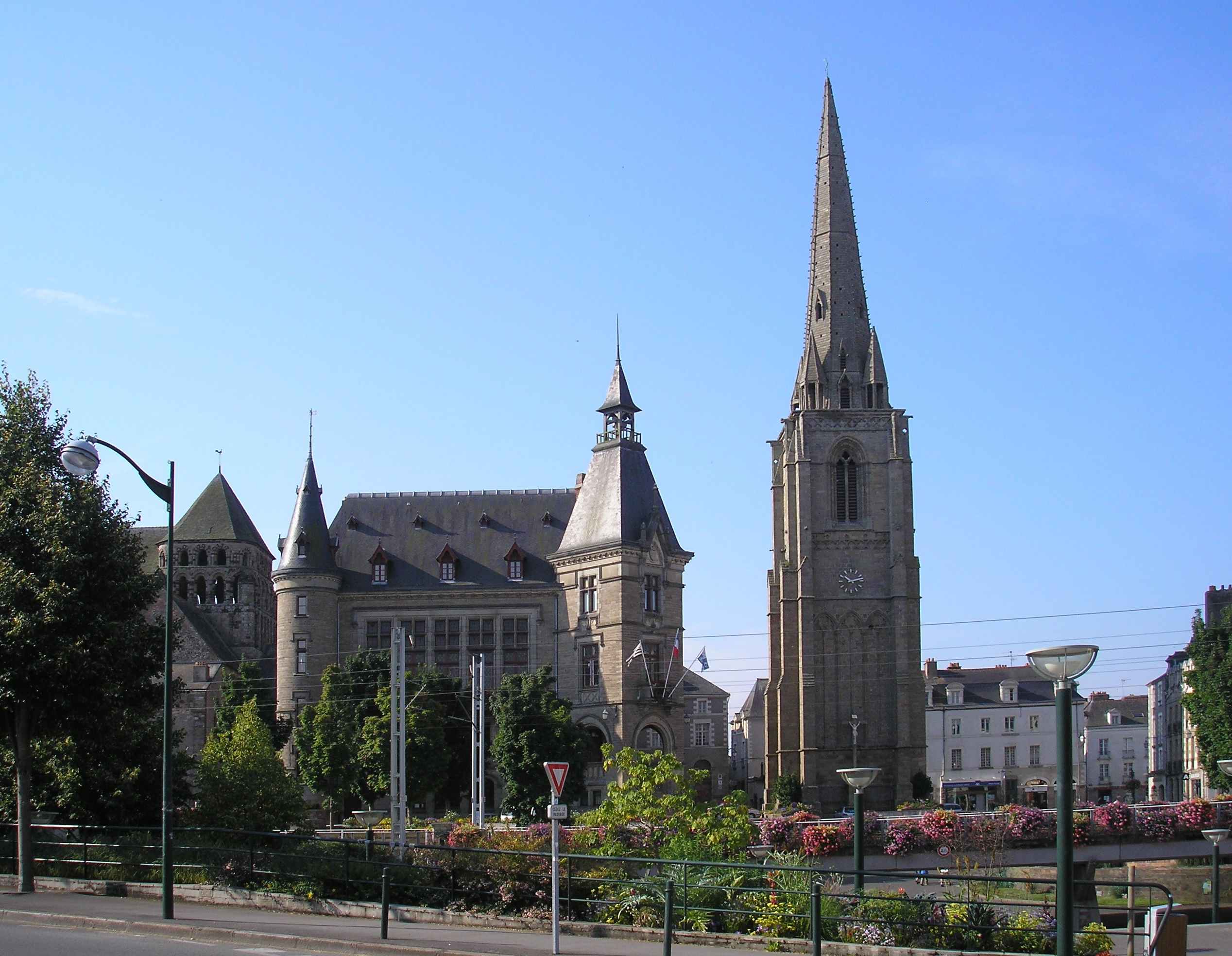
르동 시청과 수도원

르동(프랑스어: Redon, 브르타뉴어: Redon)은 프랑스 브르타뉴 일에빌렌주에 위치한 도시로 면적은 15.09km2, 인구는 9,336명(2022년 기준), 인구 밀도는 589명/km2이다. 모르비앙주와 루아르아틀랑티크주 간의 경계 지점에 위치한다.

시 문장

## 인구
| 연도 | 인구  | ±%    |
| ---- | ----- | ----- |
| 1962 | 8,876 | —     |
| 1968 | 9,363 | +5.5% |
| 1975 | 9,649 | +3.1% |
| 1982 | 9,170 | −5.0% |
| 1990 | 9,260 | +1.0% |
| 1999 | 9,499 | +2.6% |
| 2009 | 9,493 | −0.1% |
| 2014 | 8,921 | −6.0% |
| 2016 | 8,889 | −0.4% |
| 2022 | 9,336 | +5.0% |